# Ezzo (Band)
Ezzo ist eine Ska-Punk-Band aus Holzgerlingen bei Stuttgart.

## Geschichte
Die Band wurde im Jahr 2001 von Jochen Senger, Chris Sigalas und Sebastian „Sebb“ Geiger gegründet, spielte aber erst im September 2002 die ersten Konzerte. In den Anfängen war ihr Stil Punkrock mit seltenen Offbeat-Attacken, der nur mit Gitarre, Bass und Schlagzeug unterstützt wurde. 2003 wurden Ezzo durch Blechbläser erweitert; der Stil änderte sich von Punk zu Ska-Punk. Der Erfolg war die ersten zwei Jahre eher mäßig, ehe der Song Gina Wild, ein ironisches Lied über den Ausstieg Gina Wilds aus dem Pornogeschäft, der Band einen deutschlandweiten Bekanntheitsgrad in der Szene bescherte. Der Videoclip dazu auf der Plattform Youtube erreichte mehr als 120.000 Klicks.
2009 stieg der langjährige Gitarrist und Sänger Simon Schneider aus der Band aus. Patrick „Sandmann“ Sandner wurde daraufhin verpflichtet und bereicherte Ezzo durch neue Einflüsse.
Ezzo gaben über 300 Konzerte, unter anderem mit Itchy Poopzkid, H-Blockx, Liquido, Peter Pan Speedrock, Catch 22, Distemper, Bad Manners, Dallax.
Am 18. Februar 2011 gaben Ezzo in ihrem Blog in MySpace bekannt, dass sie wegen internen Problemen, wie einer „langen Band-Schlägerei“, nur noch zwei weitere Konzerte spielten und die Band sich anschließend auflösen werde. Am 21. Mai 2011 fand das Geburtstagskonzert „10 Jahre Ezzo“ statt.

## Stil
Ezzo machen von der Musik über die Texte bis hin zum Design der Merchandising-Artikel alles selbst. Sie sehen sich als eine DIY-Band. Die Texte von Ezzo haben immer auch einen politischen Hintergrund und richten sich gegen Rassismus.
Das Besondere am Stil von Ezzo ist seit 2004 der Ska-Punk mit Posaunenchor. Im Lauf der Zeit veränderte sich ihr Stil immer wieder, so mischen sie den Ska-Punk auch mit Elementen des Reggae und Hardcore, jedoch liegt der Schwerpunkt ihrer Musik immer auf schnellen, tanzbaren Offbeat-Stücken.

## Diskografie

### EPs
- 2003: Summersongs (Eigenvertrieb)
- 2005: Chupa el culo (Eigenvertrieb)
- 2006: skaum zu glauben (Eigenvertrieb)

### Alben
- 2006: Kickass SKA (Bad car Records)
- 2008: Ska Instead of Hate (ruuf-records)